# Jagdgeschwader 115
La Jagdgeschwader 115 (JG 115) (115e escadron de chasseurs) est une unité de chasseurs de la Luftwaffe pendant la Seconde Guerre mondiale.
Active à la fin de 1944, l'unité était vouée à la formation des pilotes de chasse.

## Opérations
La JG 115 opère sur différents avions au cours de son activité :
- Arado Ar 96
- Messerschmitt Bf 108 et Bf 109

## Organisation

### I. Gruppe
Formé le 3 septembre 1944 à Hagenow à partir du Flugzeugführerschule B35 avec :
- Stab I./JG 115 nouvellement créé
- 1./JG 115 nouvellement créé
- 2./JG 115 nouvellement créé
- 3./JG 115 nouvellement créé
- 4./JG 115 nouvellement créé

Le 15 octobre 1944, le I./JG 115 est renommé I./JG 107 avec :
- Stab I./JG 115 devient Stab I./JG 107
- 1./JG 115 devient 1./JG 107
- 2./JG 115 devient 2./JG 107
- 3./JG 115 devient 3./JG 107
- 4./JG 115 devient 4./JG 107

Gruppenkommandeure (Commandant de groupe) :
| Début | Fin | Grade | Nom |
| ----- | --- | ----- | --- |
| ?     | ?   | ?     | ?   |